# Стар-Веллі-Ранч
Стар-Веллі-Ранч (англ. Star Valley Ranch) — місто (англ. town) в США, в окрузі Лінкольн штату Вайомінг. Населення — 1866 осіб (2020).

## Географія
Стар-Веллі-Ранч розташований за координатами 42°58′47″ пн. ш. 110°57′49″ зх. д. / 42.97972° пн. ш. 110.96361° зх. д. (42.979688, -110.963521).  За даними Бюро перепису населення США в 2010 році місто мало площу 7,01 км², з яких 7,00 км² — суходіл та 0,01 км² — водойми.

## Демографія
Згідно з переписом 2010 року, у місті мешкали 1503 особи в 612 домогосподарствах у складі 461 родини. Густота населення становила 214 особи/км².  Було 954 помешкання (136/км²).
Расовий склад населення:
| - 96,3 % — білих - 0,8 % — корінних американців - 0,6 % — азіатів - 0,1 % — чорних або афроамериканців - 1,3 % — осіб інших рас |

До двох чи більше рас належало 0,8 %. Частка іспаномовних становила 3,4 % від усіх жителів.
За віковим діапазоном населення розподілялося таким чином: 23,8 % — особи молодші 18 років, 54,4 % — особи у віці 18—64 років, 21,8 % — особи у віці 65 років та старші. Медіана віку мешканця становила 43,2 року. На 100 осіб жіночої статі у місті припадало 107,6 чоловіків;  на 100 жінок у віці від 18 років та старших — 104,5 чоловіків також старших 18 років.
Середній дохід на одне домашнє господарство  становив 80 313 долари США (медіана — 70 326), а середній дохід на одну сім'ю — 87 860 доларів (медіана — 70 870). За межею бідності перебувало 4,8 % осіб, у тому числі 2,7 % дітей у віці до 18 років та 6,7 % осіб у віці 65 років та старших.
Цивільне працевлаштоване населення становило 551 осіб. Основні галузі зайнятості: освіта, охорона здоров'я та соціальна допомога — 21,4 %, науковці, спеціалісти, менеджери — 13,2 %, фінанси, страхування та нерухомість — 13,2 %.
За даними перепису 2000 року,
на території муніципалітету мешкало 776 людей, було 357 садиб та 292 сімей.
Густота населення становила 23,6 осіб/км². Було 856 житлових будинків.
З 357 садиб у 12,0% проживали діти до 18 років, подружніх пар, що мешкали разом, було 78,7 %,
садиб, у яких господиня не мала чоловіка — 2,8 %, садиб без сім'ї — 18,2 %.
Власники 12,9 % садиб мали вік, що перевищував 65 років, а в 7,0 % садиб принаймні одна людина була старшою за 65 років.
Кількість людей у середньому на садибу становила 2,17, а в середньому на родину 2,36.
Середній річний дохід на садибу становив 47 981 доларів США, а на родину — 58 036 доларів США.
Чоловіки мали дохід 40 313 доларів, жінки — 32 083 доларів.
Середній вік населення становив 61 років.